# العلاقات اليابانية الإسبانية
العلاقات اليابانية الإسبانية هي العلاقات الثنائية التي تجمع بين اليابان وإسبانيا.

## مقارنة بين البلدين
هذه مقارنة عامة ومرجعية للدولتين:
| وجه المقارنة                                              | اليابان         | إسبانيا                                                                             |
| --------------------------------------------------------- | --------------- | ----------------------------------------------------------------------------------- |
| المساحة (كم2)                                             | 377.97 ألف      | 505.99 ألف                                                                          |
| عدد السكان (نسمة)                                         | 126.79 مليون    | 46.73 مليون                                                                         |
| الكثافة السكانية (ن./كم²)                                 | 335.45          | 92.35                                                                               |
| العاصمة                                                   | طوكيو           | مدريد                                                                               |
| اللغة الرسمية                                             | اللغة اليابانية | اللغة الإسبانية، اللغة الغاليسية، لغة بشكنشية، اللغة الكتالونية، اللغة الأوكسيتانية |
| العملة                                                    | ين ياباني       | يورو، بيزيتا إسبانية                                                                |
| الناتج المحلي الإجمالي (بليون دولار)                      | 4.87 تريليون    | 1.31 تريليون                                                                        |
| الناتج المحلي الإجمالي (تعادل القوة الشرائية) بليون دولار | 5.18 تريليون    | 1.77 تريليون                                                                        |
| الناتج المحلي الإجمالي الاسمي للفرد دولار أمريكي          | 34.52 ألف       | 28.16 ألف                                                                           |
| الناتج المحلي الإجمالي للفرد دولار أمريكي                 | 36.62 ألف       | 38.00 ألف                                                                           |
| مؤشر التنمية البشرية                                      | 0.903           | 0.876                                                                               |
| رمز المكالمات الدولي                                      | +81             | +34                                                                                 |
| رمز الإنترنت                                              | .jp             | .es                                                                                 |
| المنطقة الزمنية                                           | توقيت اليابان   | ت ع م+01:00، ت ع م+02:00                                                            |

## مدن متوأمة
في ما يلي قائمة باتفاقيات التوأمة بين مدن يابانية وإسبانية:
- ترتبط نارا مع طليطلة باتفاقية توأمة منذ 15 أبريل 1970.
- ترتبط ماروغامه مع سان سيباستيان باتفاقية توأمة.
- ترتبط كوبه مع برشلونة باتفاقية توأمة منذ 19 مايو 1969.
- ترتبط ميه مع بلنسية باتفاقية توأمة منذ 25 يوليو 1996.[15][15][15][15]
- ترتبط ياماغوتشي مع بنبلونة باتفاقية توأمة.
- ترتبط تويوكا مع أليكانتي باتفاقية توأمة.
- ترتبط كورشي مع مربلة باتفاقية توأمة منذ 20 أغسطس 1970.
- ترتبط ياماغوتشي مع منطقة نافارا باتفاقية توأمة منذ 26 يونيو 1987.[16][16][16]
- ترتبط واكاياما مع منطقة غاليسيا باتفاقية توأمة منذ 18 أبريل 1984.[17][17][17][17]

## منظمات دولية مشتركة
يشترك البلدان في عضوية مجموعة من المنظمات الدولية، منها:
| علم المنظمة | اسم المنظمة                               | تاريخ انضمام اليابان | تاريخ انضمام إسبانيا |
| ----------- | ----------------------------------------- | -------------------- | -------------------- |
|             | منظمة التعاون الاقتصادي والتنمية          | ?                    | ?                    |
|             | عصبة الأمم                                | ?                    | 10 يناير 1920        |
|             | منظمة التجارة العالمية                    | ?                    | ?                    |
|             | الاتحاد البريدي العالمي                   | ?                    | ?                    |
|             | الوكالة الدولية للطاقة                    | ?                    | ?                    |
|             | مجموعة الموردين النوويين                  | ?                    | ?                    |
|             | يونسكو                                    | 2 يوليو 1951         | 30 يناير 1953        |
|             | الفريق المعني برصد الأرض                  | ?                    | ?                    |
|             | مؤسسة التمويل الدولية                     | 20 يوليو 1956        | 24 مارس 1960         |
|             | المركز الدولي لتسوية المنازعات الاستشارية | 16 سبتمبر 1967       | 17 سبتمبر 1994       |
|             | بنك التنمية الآسيوي                       | 1966                 | 1986                 |
|             | منظمة حظر الأسلحة الكيميائية              | ?                    | ?                    |
|             | مؤسسة التنمية الدولية                     | 27 ديسمبر 1960       | 18 أكتوبر 1960       |
|             | مجموعة أستراليا                           | 1985                 | 1985                 |
|             | نظام تحكم تكنولوجيا القذائف               | 1987                 | 1990                 |
|             | وكالة ضمان الاستثمار متعدد الأطراف        | 12 أبريل 1988        | 29 أبريل 1988        |
|             | الاتحاد الدولي للاتصالات                  | 29 يناير 1879        | 1866                 |
|             | منظمة الشرطة الجنائية الدولية             | ?                    | ?                    |
|             | الأمم المتحدة                             | 18 ديسمبر 1956       | 14 ديسمبر 1955       |
|             | البنك الدولي للإنشاء والتعمير             | 13 أغسطس 1952        | 15 سبتمبر 1958       |
|             | المنظمة الهيدروغرافية الدولية             | ?                    | ?                    |
|             | البنك الإفريقي للتنمية                    | ?                    | ?                    |

## أعلام
هذه قائمة لبعض الشخصيات التي تربطها علاقات بالبلدين:
- ايه يوشيزاكي (3 يونيو 1996 – )
- إليزا إيكيدا (16 أبريل 1996 – )
- جيسيكا ميتشيباتا (21 أكتوبر 1984[27] – )
- دافيد سيلفا (لاعب كرة قدم إسباني، 8 يناير 1986 – )
- سرخيو إسكوديرو (لاعب كرة قدم ياباني، 1 سبتمبر 1988 – )
- كيوشي أويماتسو (لاعب جودو إسباني، 10 يوليو 1978 – )
- مارينو كوباياشي (دراج ياباني، 1 يوليو 1994 – )
- مايكو ناكامورا (مغنية يابانية، 15 يونيو 1991 – )

## وصلات خارجية
- موقع وزارة الخارجية اليابانية
- موقع وزارة الخارجية الإسبانية